# Federico Marchetti
Federico Marchetti (ur. 7 lutego 1983 w Bassano del Grappa) – włoski piłkarz występujący na pozycji bramkarza. Od 2018 gra we włoskim klubie Genoa.

## Kariera klubowa
Federico Marchetti jest wychowankiem klubu Torino Calcio. Za nim zadebiutował w jego barwach był jednak wypożyczany do innych drużyn. W sezonie 2002/2003 był podstawowym bramkarzem grającego w Serie C2 Pro Vercelli. Podczas rozgrywek 2003/2004 przebywał natomiast na wypożyczeniu w dwóch drugoligowych zespołach – Crotone i Treviso, jednak dla żadnego z nich nie rozegrał ani jednego spotkania. Po zakończeniu sezonu Marchetti powrócił do Torino i 16 stycznia 2005 w przegranym 1:2 pojedynku z Treviso zadebiutował w Serie A. Wkrótce potem po raz drugi w karierze został wypożyczony do Pro Vercelli, dla którego do końca sezonu 2004/2005 zanotował 13 występów w Serie C2. Następnie przez rok grał na wypożyczeniu w czwartoligowym AS Biellese, po czym został wykupiony przez działaczy UC AlbinoLeffe i przez dwa lata grał z tą drużyną w Serie B. W AlbinoLeffe był początkowo rezerwowym dla Paolo Acerbisa, a następnie stał się pierwszym bramkarzem klubu.
W lipcu 2008 kierownictwo Cagliari Calcio wypożyczyło Marchettiego na jeden sezon z opcją wykupienia po zakończeniu rozgrywek połowy praw do jego karty zawodniczej. W Cagliari bramkarz zadebiutował 31 sierpnia podczas przegranego 1:4 ligowego meczu z S.S. Lazio. W sezonie 2008/2009 rozegrał łącznie 35 spotkań, w których wpuścił 41 goli. Po zakończeniu rozgrywek włoska prasa poinformowała, że w 2010 Marchetti zostanie zawodnikiem Milanu. Następnie prezydent Cagliari – Massimo Cellino zdementował jednak informacje o tym, że Marchetti miałby zostać piłkarzem wielokrotnego mistrza Włoch. W drugiej połowie czerwca działacze Cagliari wykupi połowę praw do karty Marchettiego z AlbinoLeffe i tym samym zawodnik stał się współwłasnością obu klubów.
5 lipca 2011 w wieku 28 lat Marchetti został kupiony przez S.S. Lazio za nieco ponad 5 milionów. W lipcu 2018 przechodzi do Genui za darmo.

## Kariera reprezentacyjna
W reprezentacji Włoch Marchetti zadebiutował 6 czerwca 2009 roku w towarzyskim spotkaniu przeciwko Irlandii Północnej. Bramkarz rozegrał pełne 90 minut, a Włosi zwyciężyli 3:0. W pierwszym meczu Mistrzostw Świata 2010 przeciwko Paragwajowi w przerwie zastąpił kontuzjowanego Gianluigiego Buffona i do końca spotkania nie wpuścił żadnej bramki.